# GMPR2
GMPR2 (англ. Guanosine monophosphate reductase 2) – білок, який кодується однойменним геном, розташованим у людей на 14-й хромосомі. Довжина поліпептидного ланцюга білка становить 348 амінокислот, а молекулярна маса — 37 874.
| 10         |  | 20         |  | 30         |  | 40         |  | 50         |
| ---------- |  | ---------- |  | ---------- |  | ---------- |  | ---------- |
| MPHIDNDVKL |  | DFKDVLLRPK |  | RSTLKSRSEV |  | DLTRSFSFRN |  | SKQTYSGVPI |
| IAANMDTVGT |  | FEMAKVLCKF |  | SLFTAVHKHY |  | SLVQWQEFAG |  | QNPDCLEHLA |
| ASSGTGSSDF |  | EQLEQILEAI |  | PQVKYICLDV |  | ANGYSEHFVE |  | FVKDVRKRFP |
| QHTIMAGNVV |  | TGEMVEELIL |  | SGADIIKVGI |  | GPGSVCTTRK |  | KTGVGYPQLS |
| AVMECADAAH |  | GLKGHIISDG |  | GCSCPGDVAK |  | AFGAGADFVM |  | LGGMLAGHSE |
| SGGELIERDG |  | KKYKLFYGMS |  | SEMAMKKYAG |  | GVAEYRASEG |  | KTVEVPFKGD |
| VEHTIRDILG |  | GIRSTCTYVG |  | AAKLKELSRR |  | TTFIRVTQQV |  | NPIFSEAC   |

A: Аланін

C: Цистеїн

D: Аспарагінова кислота

E: Глутамінова кислота

F: Фенілаланін

G: Гліцин

H: Гістидин

I: Ізолейцин

K: Лізин

L: Лейцин

M: Метіонін

N: Аспарагін

P: Пролін

Q: Глутамін

R: Аргінін

S: Серин

T: Треонін

V: Валін

W: Триптофан

Кодований геном білок за функцією належить до оксидоредуктаз. 
Задіяний у таких біологічних процесах, як ацетилювання, альтернативний сплайсинг. 
Білок має сайт для зв'язування з іонами металів, калію, НАДФ. 